# Wipeout 3
Wipeout 3 —lanzado como Wip3out en Europa y Japón— es un videojuego de carreras futurístico desarrollado y distribuido por Psygnosis como título exclusivo para la consola PlayStation, de Sony. El juego es el cuarto dentro de la serie de Wipeout y fue lanzado en Europa y los Estados Unidos en septiembre de 1999. Asimismo, es el primer juego distribuido por la filial de Psygnosis radicada en la ciudad de Leeds. En agosto de 2000, se publicó en Europa una edición especial titulada Wipeout 3: Special Edition. Los jugadores controlan unos vehículos antigravitatorios sumamente veloces y usan distintas armas para que los demás automóviles se salgan de su carril en las carreras.
Psygnosis contrató al estudio de diseño The Designers Republic para que hiciera los menús del juego, las pistas de carreras y diseñara algunos efectos visuales para que los escenarios lucieran más coloridos, con el fin de programar algo que en palabras de los desarrolladores denominaban «un futuro creíble». Es uno de los pocos juegos de PlayStation en reproducirse en alta resolución, lo que ofrece gráficos y efectos detallados, además de tener una opción de corrección para pantalla amplia. La banda sonora de Wipeout 3 la componen canciones y melodías de techno y electrónica seleccionadas por DJ Sasha y ofrece varias piezas de las bandas Orbital y The Chemical Brothers.
El juego tuvo una buena recepción tras su lanzamiento, aunque no estuvo exento de ciertas críticas negativas; los críticos elogiaron sus gráficas, música y sus diseños minimalistas. Su alto nivel de dificultad, su aparente falta de creatividad en cuanto a nuevo contenido, así como algunos elementos que ya se habían utilizado en los anteriores títulos de la serie, fueron los puntos más juzgados por la prensa. A pesar de haber tenido una acogida mixta por la crítica, el juego resultó ser un total fracaso financiero. Wipeout 3 fue el último título de la serie en aparecer en la PlayStation; sin embargo, su secuela, Wipeout Fusion, fue lanzada de manera exclusiva para PlayStation 2 en 2002.

## Sistema de juego
Wipeout 3 es un videojuego de carreras que mantiene la misma mecánica de juego que sus predecesores, en la que presenta a los jugadores la F7200 Anti-Gravity Race League. Ubicado en el año 2116, los jugadores controlan unos autos antigravitatorios que son propiedad de diversas corporaciones ficticias, piloteándolos a través de ocho circuitos diferentes (cuatro de ellos son desbloqueables). Cada automóvil está equipado con un escudo de energía que absorbe los impactos que recibe durante una carrera; si el escudo se desactiva, el auto en cuestión puede salirse de la pista. Los escudos pueden recargarse en un carril especial que está separado de la pista principal. Entre más tiempo se esté en dicho camino, más rápido cargará el escudo.

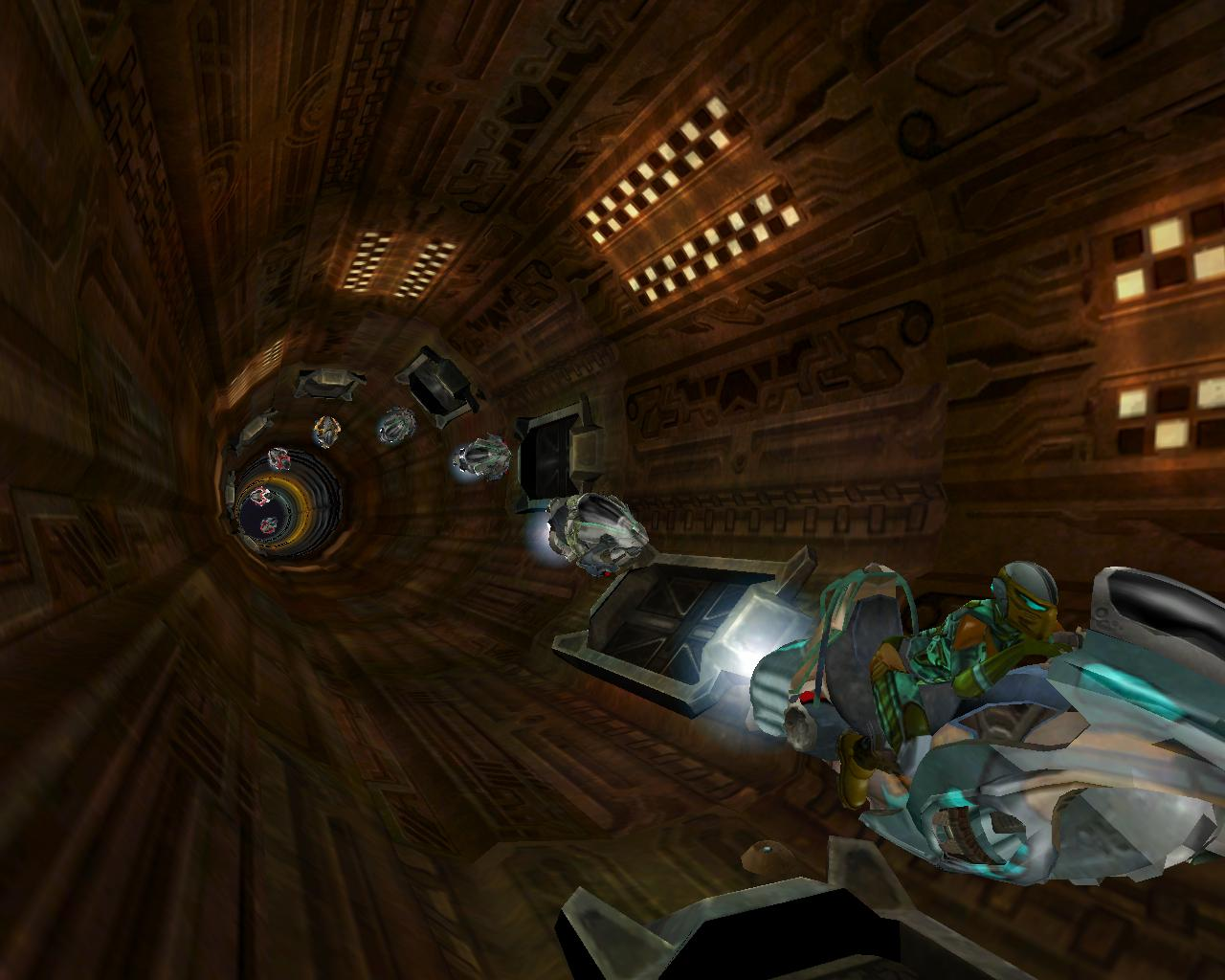
Wipeout 3 es un videojuego de carreras ubicado en un ambiente futurista. Los jugadores deben utilizar armas y proyectiles para sacar de las carreras a sus contrincantes y ganar así diversos torneos. En la imagen, un juego con un entorno similar al que se aprecia en Wip3out.

Además de los escudos, cada auto posee frenos de aire con el fin de derrapar en las curvas cerradas, al igual que una opción llamada «hyperthrust». Los jugadores pueden activar el hypethrust para acelerar, a cambio de usar un poco de la energía de los escudos, lo cual vuelve vulnerable a los vehículos. Otra alternativa es utilizar ciertas secciones de las pistas que ayudan a aumentar la velocidad, lo cual previene que el escudo se desgaste.
Hay ciertos paquetes especiales repartidos por todas las pistas, que contienen objetos u armas especiales que pueden usarse en la carrera. Wipeout 3 incluye nuevas armas que aumentan el arsenal previo, que contaba solo con cinco objetos. Algunas armas son de corte defensivo; por ejemplo, el escudo gravitatorio provee cierta inmunidad a los ataques y golpes por un cierto período de tiempo. Algunas armas de tipo ofensivo también están disponibles; los autos pueden usar cohetes, misiles o minas para inhabilitar a sus adversarios. Los jugadores también pueden hacer uso de un power-up que mantiene al vehículo en piloto automático, con el fin de pasar ciertas áreas difíciles o complicadas.
Por defecto, el juego premia con una medalla a los tres primeros lugares que terminen una carrera. Cada concursante debe buscar ciertos puntos de control durante un período de tiempo, pues de lo contrario, el jugador perderá. Si se ganan varias medallas de oro consecutivamente se pueden desbloquear nuevos vehículos y circuitos. Wipeout 3 ofrece otros modos de juego, tales como desafíos destinados para terminarlos en un cierto límite de tiempo. En el modo «Eliminator», por ejemplo, los jugadores ganan puntos cuando destruyen a otros competidores y cuando dan una vuelta al circuito. Asimismo, en «Tournament» los jugadores deben completar una serie de circuitos, y acumular puntos obteniendo una posición favorable durante cada carrera. También presenta la opción en la que dos jugadores pueden competir simultáneamente gracias a la opción de pantalla dividida.

## Desarrollo
Al trabajar en la siguiente edición de la franquicia de Wipeout, el equipo de diseñadores de Psygnosis continuaron con el mismo desarrollo del juego original con el fin de conservar la característica temática de los juegos anteriores. Al mismo tiempo, Psygnosis trató de hacer el juego más accesible para los nuevos jugadores que no estaban familiarizados con la serie, de manera que los programadores se enfocaron en mantener una dinámica sencilla en las pistas que habían desarrollado en un primer momento para estos jugadores; las dificultades fueron añadidas en los niveles posteriores, por lo que los expertos en este tipo de juegos pudieran llegar a tener desafíos equilibrados. Wipeout 3 fue el primer juego de la serie en tener controladores de palanca de PlayStation, utilizados para un manejo más fácil por el jugador.
El equipo de Psygnosis contrató al estudio de diseño gráfico The Designers Republic para que ayudara con el desarrollo de los efectos visuales. The Designers Republic, con tal de darle un toque «visual caramelesco», el estudio diseñó los íconos, los carteles publicitarios, los colores y los tipos de letras que aparen en el juego. El aspecto y la sensación de los niveles futurísticos tenía ciertas limitantes, para que el juego tuviese una apariencia creíble; la diseñadora Nicky Westcott dijo que «[Psygnosis] intentó hacerlo con el aspecto de un futuro creíble, en lugar de crear un cielo anaranjado tóxico con diez lunas volando y enloquecer al mundo. Es muy discreto [y] un poco más refinado». Los gráficos fueron mejorados a comparación de los otros juegos de la serie, además de ser el primero en funcionar en alta resolución (720 x 480, o 480i).

### Banda sonora
La banda sonora de Wipeout 3, al igual que la primera de la serie, incluyó temas de géneros como el tecno y la música electrónica. Enda Carey, representante de Psygnosis, se centró en escoger las canciones a inicios del desarrollo, en lugar de agregarla al final. Al igual que las bandas sonoras previas, el equipo de desarrollo seleccionó a DJ Sasha, quien ya había trabajado en otras bandas sonoras. Sasha incluyó varias de sus propias pistas para el videojuego. El disco de la banda sonora del juego es un CD de modo mixto, lo que permite que el compendio de canciones pueda programarse en un reproductor de discos compactos estándar. Para promover Wipeout 3 y sus canciones, Psygnosis patrocinó una gira global para el DJ. A continuación una lista con las piezas de la banda sonora:
| Wipeout 3: Soundtrack |                       |                       |          |  |
| N.º                   | Título                | Músico                | Duración |  |
| 1.                    | «Feisar»              | Sasha                 | 4:06     |  |
| 2.                    | «Kittens»             | Underworld            | 3:06     |  |
| 3.                    | «Icaras»              | Sasha                 | 4:19     |  |
| 4.                    | «Know Where To Run»   | Orbital               | 4:12     |  |
| 5.                    | «Auricom»             | Sasha                 | 4:12     |  |
| 6.                    | «Surrender»           | MKL                   | 3:42     |  |
| 7.                    | «Lethal Cut»          | Propellerheads        | 3:41     |  |
| 8.                    | «Goteki 45»           | Sasha                 | 4:17     |  |
| 9.                    | «Under The Influence» | The Chemical Brothers | 4:14     |  |
| 10.                   | «Pirhana»             | Sasha                 | 4:15     |  |
| 11.                   | «Control»             | MKL                   | 3:42     |  |
| 12.                   | «Avenue»              | Paul van Dyk          | 4:03     |  |
| 13.                   | «Xpander»             | Sasha                 | 4:07     |  |

## Análisis de la crítica
En general, la respuesta crítica respecto a Wipeout 3 fue positiva; el juego obtuvo un porcentaje promedio del 87% basado en 29 reseñas compiladas por Game Rankings. IGN consideró que Wipeout 3 era el juego más accesible de la serie, y en una lista hecha por dicho sitio en 2007 el juego llegó a ser considerado como 92.° mejor juego de todos los tiempos.  A pesar de haber conseguido puntuaciones altas por parte de la prensa, Wipeout 3 no llegó a ser un éxito comercial.
De acuerdo a Rick Sánchez, la duración del sistema de juego y las gráficas fueron los puntos claves que permitieron que el juego fuera puntuado de manera positiva. Jack Schofield del periódico The Guardian mencionó que «las gráficas son mejores a lo que te esperarías, incluso si se toma en cuenta que estamos hablado de la PlayStation», en cuanto al nivel de diseño del título. Tanto GamePro como Game Revolution elogiaron las novedades que la entrega tenía con respecto a sus antecesores, pues el juego ofrecía nuevas armas y la capacidad de desafiar a otros jugadores gracias a la opción de pantalla divivida. Game Revolution elogió el estilo gráfico del juego, ya que el sitio menciona que la técnica usada en las pistas de carreras hacían que estas lucieran reales, a pesar de que David Goldfarb de la revista International Design mencionó que «la clase visual en la que el tecno conoce el arte Nihonpop» se había expuesto de mejor manera en los otros juegos de la serie. La banda sonora y los efectos de sonido fueron también elogiados.
Uno de los defectos en el que los críticos coincidían, era que Wipeout 3 tenía una cierta dificultad para los jugadores en acostumbrarse a su sistema de juego, pues toma tiempo en adaptarse a sus controles. David Canter de The San Diego Union-Tribune consideró que la forma en la que un jugador podía mejorar a lo largo del juego era «rídicula», pues mencionó que el modo Torneo resultaba ser «como pan comido [en un inicio], hasta [convertirse] duro como una roca». Sin embargo, el uso del stick analógico fue algo que remarcaron los críticos en cuanto al mejoramiento del movimiento de las naves que controlan los jugadores, GamePro, en su análisis comentó que para que los jugadores pudieran superar algunos retos, estos deberían obtener una mayor destreza mientras juegan, lo que a su parecer ocupa grandes cantidades de paciencia y práctica.
Debido a que los revisores percibieron una falta de innovación le dieron puntuaciones bajas a Wipeout 3, además de que mencionaron que el título pudo haber roto ciertos estándares. Stuart Miles de The Times dijo que Wipeout 3 era un buen juego, pero él estaba esperando algo más emocionante para la nueva secuela: «Está más relacionado con lo que los desarrolladores consideraban importante como el aspecto general y las sensaciones que emanan de ello, más que explorar y mejorar el sistema de juego actual». Alistair Wallace de Gamasutra, en la reseña hecha a Wipeout 2097, recordó que: «Disfruté de Wipeout 3 porque era más de lo mismo y me encantó, pero pienso que la serie ha perdido su toque en cuanto a innovación. Hacer un ciclo de un bucle no es una buena apuesta en realidad». GameSpot se sumó a las reseñas que analizaban Wipeout 3 y lo definió como un impecable título de carreras, aunque debido a su estilo, no pudo derrotar a Wipeout 2097 como el mejor juego futurístico de carreras de todos los tiempos.

## Relación dentro de la serie
En el contexto en que Wipeout 3 se publicó, este título fue el cuarto juego dentro de la serie de Wipeout y el último en ser publicado para la PlayStation. El primer juego da nombre a la serie, el cual fue publicado en 1995 para las consolas PlaySation, Sega Saturn y la plataforma MS-DOS. El juego sentó las bases para el sistema de juego que presentan los títulos posteriores de la serie misma, es decir, los aspectos concernientes a las carreras futuristas, el diseño de las pistas de carreras en cuanto a su apariencia y el concepto de los vehículos voladores. El segundo juego se llamó Wipeout 2097 y fue lanzado un año después del título original, siendo Psygnosis el responsable de su producción; el juego fue lanzado para PlaySation, Saturn, Windows, AmigaOS y MacOS. Un tercer juego y precuela de Wipeout 3, fue Wipeout 64, juego que se publicó de manera exclusiva para la Nintendo 64 en 1998. Si bien la Nintendo 64 posee un control analógico, el sistema de juego varió un tanto respecto a sus predecesores, puesto que la manera de controlar a los vehículos cambió en cuanto a su movilidad dentro de los circuitos y carreras.

## Relanzamiento y secuela
Una edición especial del título fue lanzada el 14 de julio de 2000, exclusivamente para Europa, titulada Wipeout 3 Special Edition. Esta incluye cambios menores, como diferentes vehículos, autocarga de los escudos y correcciones de errores, además fueron agregados ocho niveles de las entregas anteriores (tres de Wipeout y cinco de Wipeout 2097) y dos prototipos ocultos de circuitos que se incluyeron en la edición japonesa. La edición especial también presentó la capacidad para cuatro jugadores, pero solo usando dos televisores y dos consolas de PlayStation. Wipeout 3 es la última entrega de la saga en ser compatible con la primera versión de PlayStation. El siguiente juego, Wipeout Fusion, fue lanzada en 2002 únicamente para PlayStation 2. Este contiene nuevas canciones, automóviles y armamentos, así como una mejorada inteligencia artificial.